# Josef Gottscheber
Josef „Pepsch“ Gottscheber (* 1946 in Attendorf-Schadendorfberg, Bezirk Graz-Umgebung) ist ein österreichischer politischer Karikaturist.

## Leben und Werk
Josef Gottscheber wuchs in Graz auf und studierte an der HTBLVA Graz-Ortweinschule Fotografie und Grafik. Seit 1974 arbeitet er freiberuflich als Karikaturist. Seine ersten Arbeiten erschienen in der Süddeutschen Zeitung, für die er heute noch zeichnet. Seine Cartoons und Illustrationen erscheinen ebenfalls in weiteren deutschen Tageszeitungen, Die Zeit, Stern, Spiegel, die Wiener Die Presse und im Nachrichtenmagazin Time. Seine Zeichnungen sind in Ausstellungen in Europa und Argentinien gezeigt worden. 
Im Mai 2022 veröffentlichte die Süddeutsche Zeitung eine Karikatur Gottschebers, die wegen ihrer Darstellung des ukrainischen Präsidenten Wolodymyr Selenskyj als antisemitisch kritisiert wurde.
Gottscheber lebt und arbeitet abwechselnd im spanischen Künstlerdorf Cadaqués und in München.

## Eigene Werke
- Pepsch Gottschebers Traumreisen, 1976
- Die Katze Melotte, 1977
- Immer schön am Ball bleiben, 1978
- Handstreiche, 1981
- Immer kurz vorm Durchbruch, 1986
- Die Gene schlagen zurück, 1989